# 쵸이토 마스캇토!
《쵸이토 마스캇토!》(ちょいとマスカット!)는 TV 도쿄에서 방송된 심야 버라이어티 프로그램이다. 프로그램은 약칭으로 쵸이마스라고 불렸다. 방송은 TV 도쿄에서 2010년 4월 7일부터 9월 29일까지 반년간 방영되었으며, 전체 26회로 구성되었다.
정확한 경위는 알 수 없으나, 전작 《오네다리!! 마스캇토》에 출연했던 멤버들 중 단 8명만이 초반에 출연할 수 있었으며, 나머지 전멤버들은 추후에나 돌아올 수 있었다. 따라서 가장 많은 멤버들이 교체되고, 유입된 시즌이 되었다. 한편 이번 시즌부터 에비스 마스캇츠의 리더가 아오이 소라에서 아사미 유마로 변경되었으며, 그룹 멤버 KONAN이 아이돌 그룹 SDN48로 이적했다. 또 방송중인 7월 7일, 두번째 싱글 〈OECURA MAMBO/내 맘보〉가 발매되었으며, 7월 10일 에비스 마스캇츠의 첫 콘서트 《에비스 마스캇츠 1st 콘서트 〈에비스 마스캇츠 살인사건 : 춤추고 노래부르고 살해당해〉》가 시부야구의 SHIBUYA-AX에서 열렸다.

## 출연자

### MC
- 오기야하기 (오기 히로아키, 야하기 켄)

### 게스트
- 오쿠보 카요코 (1~26회)

### 나레이션
- 토미자와 미치에 (1 ~ 11, 13 ~ 26회)
- 테라세 쿄코 (12회)
- 스즈키 쇼코 (2, 9, 12, 25회)

### 에비스 마스캇츠
| - 아사미 유마 (1 ~ 26회) - 요시자와 아키호 (1 ~ 26회) - Rio (1 ~ 26회) - 안도 아이카 (1 ~ 26회) - 사쿠라기 린 (1 ~ 26회) - 키자키 제시카 (1 ~ 26회) - 카스미 카호 (1 ~ 26회) - KONAN (1 ~ 14회) - 오가와 아사미 (4 ~ 26회) - 카스미 리사 (4 ~ 26회) - 니시노 쇼 (4 ~ 26회) - 하츠네 미노리 (4 ~ 26회) - 아오이 소라 (3, 7, 9회) - 카와무라 리카 (10회) - 오구라 하루카 (10회) - 나가사쿠 아이리 (10회) - 야마구치 마나미 (10회) - 카와무라 에나 (10, 19회) | - 키시 아이노 (1 ~ 26회) - 루카와 리나 (1 ~ 26회) - 쿠리바야시 리리 (1 ~ 26회) - 오카 에리 (1 ~ 26회) - 오리이 하루나 (1 ~ 26회) - 야마나카 아야코 (1 ~ 26회) - 코다마 나나코 (1 ~ 26회) - 하야시다 유리아 (1 ~ 26회) - 리리카 (1 ~ 26회) - 이치조 마오 (1 ~ 26회) - 나가세 유미 (1 ~ 26회) - 시바타 쇼코 (1 ~ 26회) - 유키 마코토 (14 ~ 26회) - 후지사키 아카네 (1 ~ 9회) - 아가와 노조미 (1 ~ 9회) |

## 프로그램 코너
아래는 프로그램에서 진행되었던 여러 기획 중에서, 5회 이상 연출된 기획에 대해서 소개한다.
- 귀여운 고시엔(かわいい甲子園)

마스캇토 시리즈의 대표적인 코너였다. 우선 에비스 마스캇츠 멤버들을 팀별로 나눈 후, 오기 히로아키가 제시한 주제에 맞게 귀여운 듯한 연기를 겨루는 대회이다. 만일 오기 히로아키가 판단했을 때 귀엽다면 홈런으로서 1점을 얻고, 귀엽지 않다면 아웃되었다. 야구 규칙과 동일하게 한 팀에서 한번에 쓰리아웃 될 때까지 연기할 수 있으며, 결판이 나지 않을 시 연장전을 치른다. 간혹 팀을 드래프트 하는 경우도 있었다.
- 스캇토 텔레폰(スカットテレフォン)

스캇토 텔레폰은 의뢰자나 멤버들이 평소 찜찜하게 여겼던 대상을 소개한 뒤, 전화를 걸어 고민을 해소하던 코너이다. 전화 대상은 주로 연예인이다. 스캇토 텔레폰은 귀여운 고시엔과 더불어 프로그램의 대표격인 코너이기도 하다.
- 마스캇츠 앙케이트 위장 긴급 기자회견(マスカッツアンケート偽装緊急記者会見)

에비스 마스캇츠는 3개월마다 주기적으로, 설문에 본인이 목격하고 들은 수상쩍은 것들을 적는다. 이것을 홈룸을 비롯해 다양한 방식으로 방송상으로 공개하는데, 이 기획의 경우 실제 기자회견과 비슷한 상황을 연출해서, 멤버가 기자의 질문을 받아 답하는 식으로 진행되었다.
- 아사미 유마 눈물의 리사이틀(麻美ゆま涙のリサイタル)

《오네다리!! 마스캇토》이후 매 시즌마다 1회 이상 꾸준히 진행되었던 코너이다. 아사미 유마가 오기 히로아키와 함께 억지스러움이 묻어나는 상황극을 펼치며, 노래를 부르는 내용의 기획이다. 뜬금없는 선곡과 갑작스러운 친구의 등장과 같은 연출이 있다.
- 오늘 밤도 바보가 춤춘다(今夜も馬の鹿が踊ってる)

여배우 오가와 아사미의 단독 코너로서, 세트 가운데에서 춤을 추고 있는 오가와 아사미에게 스탭이 아주 간단한 문제를 주고, 풀게 한다.

## DVD
- 《오네다리!! 마스캇토 에헤헤 편》(おねだり!!マスカット エヘヘ編) 2010년 7월 21일, 포니 캐년
- 《오네다리!! 마스캇토 오호호 편》(おねだり!!マスカット オホホ編) 2010년 9월 1일, 포니 캐년
- 《오네다리!! 마스캇토 캬하하 편》(おねだり!!マスカット キャハハ編) 2010년 10월 20일, 포니 캐년

## CD
- 〈OECURA MAMBO/내 맘보〉 2010년 7월 7일, 유니버설 뮤직 재팬

## 스태프
- 종합연출 : 맥코이 사이토
- 구성 : 사토 토시아키, 스즈키 코무덴
- 슈퍼바이저 : 진도 마사아키, 야베 준이치
- 카메라 : 아키야마 하야토
- 비디오 엔지니어 : 타카기 미노루
- 음향 : 모리타 아츠시
- 조명 : 마에다 코지
- 미술 : 코바야시 마사노리
- 타이틀 : aivrick studio
- 메이크업 : MARVEE
- 스타일리스트 : 우에노 마호 (업워드), HITOMI
- 안무 : R2 CREATIVE RYONRYON
- VTR편집 : 마스다 나오토
- 영상편집 : 아세치 타카히코
- 음향효과 : 이와미 토모야
- 홍보 : 이나바 유키히로
- 어소시에이트 프로듀서 : 니카이도 케이
- 감독 : 무라카미 스이카(무라카미 하야토)
- 프로듀서 : 코바야시 타케오
- 기획협력 : 토리즈카 케이스케
- 협력 : Newteles, PROGRESSO, TRIBE, The TUBE
- 제작협력 : SHO-GUN
- 제작저작 : Road to Shagri-la

## 방송국
| 방송 지역            | 방송국                  | 네트워크 | 방송 시간            | 첫 방송 시작     |
| -------------------- | ----------------------- | -------- | -------------------- | ---------------- |
| 관동광역권           | TV 도쿄 (TX)            | TXN      | 목요일 02:20 ~ 02:50 | 2010년 4월 7일   |
| 홋카이도             | TV 홋카이도 (TVh)       | TXN      | 수요일 01:30 ~ 02:00 | 2010년 4월 20일  |
| 아이치현             | TV 아이치 (TVA)         | TXN      | 월요일 01:05 ~ 01:35 | 2010년 4월 18일  |
| 오사카부             | TV 오사카 (TVO)         | TXN      | 목요일 02:15 ~ 02:45 | 2010년 4월 21일  |
| 오카야마현, 가가와현 | TV 세토우치 (TSC)       | TXN      | 일요일 01:55 ~ 02:25 | 2010년 5월 1일   |
| 후쿠오카현           | TVQ 규슈 방송 (TVQ)     | TXN      | 일요일 01:40 ~ 02:10 | 2010년 7월 10일  |
| 니가타현             | TV 니가타 방송망 (TeNY) | NNS      | 화요일 01:29 ~ 01:59 | 2010년 5월 10일  |
| 시즈오카현           | 시즈오카 제일 TV (SDT)  | NNS      | 일요일 01:50 ~ 02:20 | 2010년 4월 17일  |
| 후쿠시마현           | TV-U 후쿠시마 (TUF)     | JNN      | 금요일 01:20 ~ 01:50 | 2010년 6월 17일  |
| 시마네현, 돗토리현   | 산인 방송 (BSS)         | JNN      | 수요일 01:30 ~ 02:00 | 2010년 7월 13일  |
| 이시카와현           | 이시카와 TV (ITC)       | FNS      | 수요일 02:15 ~ 02:45 | 2010년 4월 13일  |
| 나가노현             | 나가노 방송 (NBS)       | FNS      | 토요일 02:05 ~ 02:35 | 2010년 4월 9일   |
| 에히메현             | TV 에히메 (EBC)         | FNS      | 화요일 00:35 ~ 01:05 | 2010년 4월 19일  |
| 구마모토현           | TV 구마모토 (TKU)       | FNS      | 수요일 02:00 ~ 02:30 | 2010년 5월 25일  |
| 가고시마현           | 가고시마 TV (KTS)       | FNS      | 일요일 01:05 ~ 01:35 | 2010년 4월 10일  |
| 기후현               | 기후 방송 (GBS)         | JAITS    | 수요일 00:15 ~ 00:45 | 2010년 4월 13일  |
| 시가현               | 비와코 방송 (BBC)       | JAITS    | 금요일 01:20 ~ 01:50 | 2010년 4월 22일  |
| 나라현               | 나라 TV 방송 (TVN)      | JAITS    | 목요일 01:00 ~ 01:30 | 2010년 4월 14일  |
| 와카야마현           | TV 와카야마 (WTV)       | JAITS    | 월요일 01:10 ~ 01:40 | 2010년 10월 31일 |

## 같이 보기
- 에비스 마스캇츠